# Catedral de Tuxtepec
La Catedral de Tuxtepec, oficialmente Catedral de San Juan Bautista es un templo católico elevado al rango de catedral, siendo la sede de la Diócesis de Tuxtepec. Se ubica en San Juan Bautista Tuxtepec, en el estado de Oaxaca.

## Breve historia
A partir de 1852 fue construida la antigua catedral de Tuxtepec con un estilo neoclásico, con el objetivo de poder dar misa en el lugar, estando dedicado a San Juan el Bautista.

El 22 de abril de 1979 el antiguo recinto fue consagrado como catedral cuando el papa Juan Pablo II erigió la Diócesis de Tuxtepec mediante la bula Nuper sacer  del 8 de enero del mismo año.

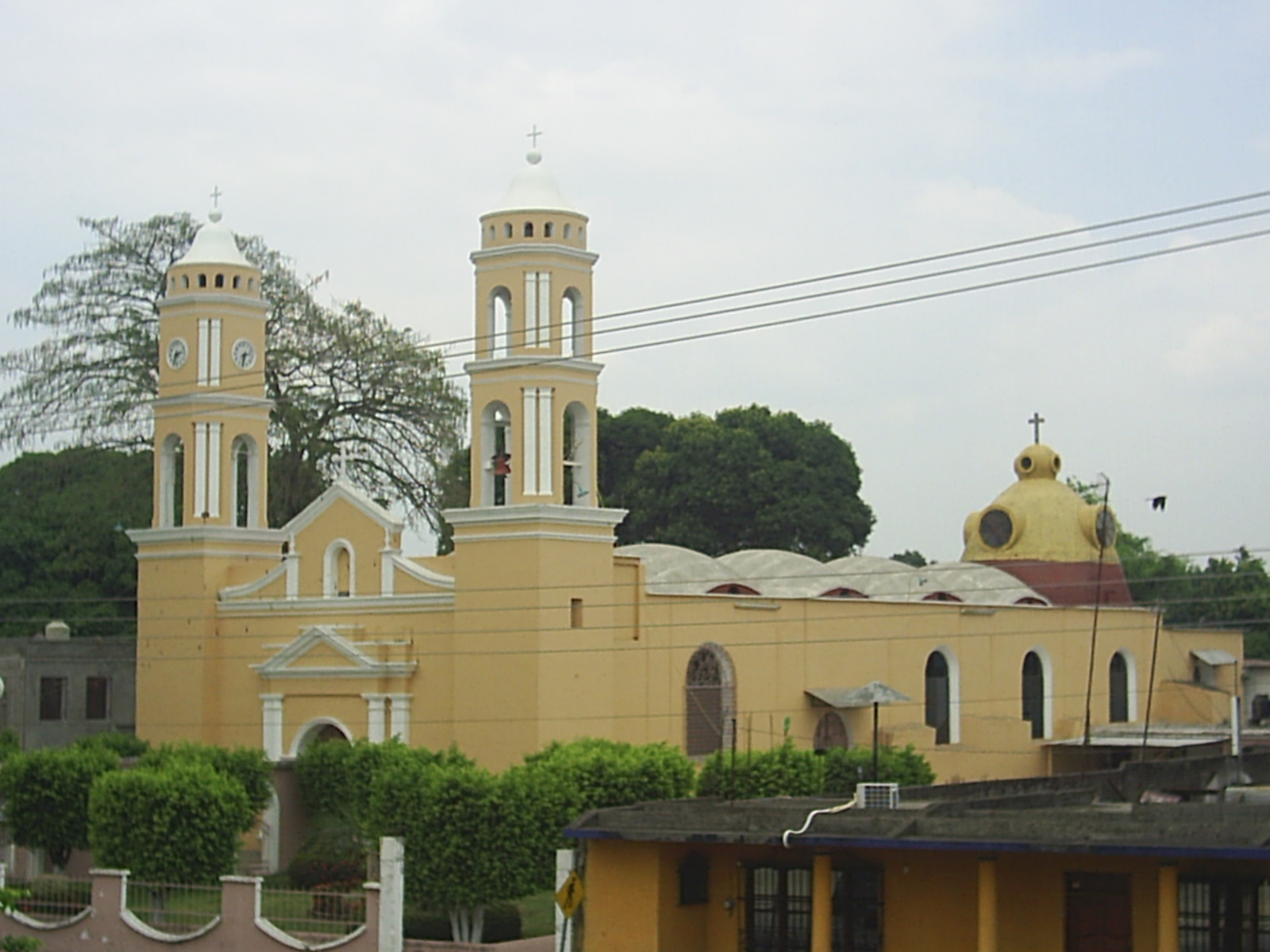
Antigua catedral de Tuxtepec.

Durante el episcopado del obispo José Antonio Fernández Hurtado se demolió la antigua catedral en 2009 para poder empezar el proyecto "La Barca" para poder construir una catedral mas amplia.
El 3 de marzo de 2016, durante la construcción de la nueva catedral, se colapso el techo, dejando a varios fallecidos y heridos que quedaron atrapados entre los escombros, por lo que se tuvo que suspender por un tiempo la construcción.
Después de vario tiempo en pausa, en enero de 2018 continuaron las obras de construcción de la catedral, reforzando mas la infraestructura, estando actualmente aun en construcción la catedral. 